# Derventa
Derventa (no alfabeto cirílico sérvio: Дервента) é um cidade na Bósnia e Herzegovina ao norte do país tendo uma área total de 517 km  e no censo de 2013 uma população de 30.177 habitantes. Fica localizado na região da Posavina.
A sua demografia mudou drasticamente após a Guerra da Bósnia, tendo como muitas outras cidades bósnias sua Pirâmide etária alterada, com diminuição da população da população masculina e infantil.l[carece de fontes?].